# Kiitos ei ole kirosana
Kiitos ei ole kirosana (in finlandese "«Grazie» non è una parolaccia") è il quinto album di studio della band rock finlandese Haloo Helsinki!, pubblicato il 3 ottobre 2014 dalla Ratas Music Group. L'album è stato prodotto da Rauli Eskolin e Gabi Hakanen.
Dall'album sono stati estratti tre singoli. Il primo, Beibi, fu pubblicato il 15 agosto 2014 e ha raggiunto la prima posizione in tutte le classifiche, il secondo, Vihaan kyllästynyt, fu pubblicato il 3 ottobre 2014 e il terzo, Kiitos ei ole kirosana, fu pubblicato il 30 gennaio 2015.
L'album è entrato nella classifica degli album più venduti nella 41ª settimana, posizionandosi subito alla prima posizione.

## Tracce
1. Köpis 2012 – 3:52 (Elli Haloo)
2. Beibi – 4:09 (testo: Leo Hakanen e Jere Marttila[6] – musica: Elli Haloo[6])
3. Nainen jonka ympärille tuolit tuodaan – 4:21 (testo: Elli Haloo – musica: Jere Marttila)
4. Kiitos ei ole kirosana – 3:59 (testo: Elli Haloo – musica: Leo Hakanen)
5. Vihaan kyllästynyt – 4:42 (testo: Elli Haloo – musica: Leo Hakanen)
6. Kuussa tuulee – 4:04 (testo: Elli Haloo – musica: Leo Hakanen e Rauli Eskolin)
7. Pulp Fiction – 4:13 (testo: Elli Haloo – musica: Leo Hakanen)
8. Ihmisen kuvat – 4:25 (testo: Elli Haloo – musica: Leo Hakanen)
9. Kevyempi kantaa – 4:36 (testo: Elli Haloo – musica: Jere Marttila e Rauli Eskolin)
10. Teräslinnut – 4:15 (testo: Elli Haloo – musica: Leo Hakanen)
11. Go Saimaa – 3:47 (testo: Elli Haloo – musica: Leo Hakanen)

## Classifica
| Classifica (2014) | Posizione massima |
| ----------------- | ----------------- |
| Finlandia         | 1                 |